# Gospod in sveti Peter
Gospod in sveti Peter je legenda iz zbirke Frana Milčinskega z naslovom Pravljice.

## Vsebina
Gospod in sv. Peter sta se sprehajala po svetu in ravno takrat je toča uničila vso žito na polju. Sv. Peter ni mogel dojeti, kako lahko Gospod dopusti kaznovanje dobrih ljudi; pomislil je, da bi bilo vse drugače, če bi bil on Gospod. In tako je Gospodu potožil, da je naveličan biti sv. Peter. Gospod je videl v Petrove misli in je privolil v zamenjavo vlog. Tako je sv. Peter postal Gospod za en dan. Njegova prva preizkušnja je bila, ko sta zajtrkovala pogačo, nasproti pa jima je prišlo lačno dekle, katere zajtrk je bil v božjih rokah. In tako se je moral žalosten sv. Peter odreči svojemu kosu pogače in ga dati lačnemu dekletu, Gospod ga je namreč opomnil, da je zdaj on v vlogi boga. Ko sta prečkala potok je Gospod Petru naročil, naj vzdigne prst in komaj je Peter to storil, se mu je na prst obesil roj čebel in ena izmed njih ga je pičila. Peter je v jezi ves roj otresel v potok. Gospod ga je vprašal, če je bilo prav, da je zaradi pika ene čebele pokončal ves roj in Petra je bilo strašno sram in ni odgovoril. Ko sta prečkala pašnik, sta srečala mlado pastirico, ki je pustila goske same na paši, saj se ji je mudilo domov skrbeti za bolno mater v upanju, da bo na goske pazil bog. Tako je Gospod Petru rekel, da bo danes on pazil na goske. Medtem ko je Gospod sedel v hladni senci, se je Peter utrujeno podil za goskami na pripekajočem soncu ves dan. Ko se je pastirica vrnila, se je Peter truden zleknil pod hrast in potožil Gospodu, da noče več biti bog, a ta ga je zavrnil, češ da mora počakati do polnoči, saj sta se namreč zmenila za enodnevno zamenjavo vlog. Ko sta prišla v mesto, je bila že noč, zato sta v krčmi vprašala za prenočišče in takrat v krčmo stopi nočni stražar. Gospod ga vpraša, kdo namesto njega straži in ta mu odgovori, da do polnoči straži bog. Peter se je potuhnil in ni maral nič slišati, a Gospod ga je spomnil, da je bog in da bo moral do polnoči čuvati ogenj in tatove po mestu. Ko se je Peter po polnoči utrujen vrnil, je Gospod že sladko spal, a ga je Peter zbudil in rekel: »Bogme, rajši sem le Peter kakor bog!«

## Literarni liki
V legendi imata glavni vlogi bog ter sveti Peter, vključeni so pa tudi: lačno dekle, mlada pastirica ter nočni stražar.
Najbolj aktivna sta  bog in Sveti Peter, ki sta tudi junaka zgodbe. Ostale osebe so bolj ali manj pasivne, kajti svoje delo prepuščajo bogu. Vključenih pa je tudi nekaj živali, s katerimi bog preizkuša svetega Petra.